# Ljusgöl (Västra Eneby socken, Östergötland)
Ljusgöl är en sjö i Kinda kommun i Östergötland och ingår i Motala ströms huvudavrinningsområde. Sjön har en area på 0,0683 kvadratkilometer och ligger 162,2 meter över havet.

## Delavrinningsområde
Ljusgöl ingår i det delavrinningsområde (644625-148419) som SMHI kallar för Utloppet av Drögen. Medelhöjden är 178 meter över havet och ytan är 57,42 kvadratkilometer. Det finns inga avrinningsområden uppströms utan avrinningsområdet är högsta punkten. Drillaån (Jonsboån) som avvattnar avrinningsområdet har biflödesordning 3, vilket innebär att vattnet flödar genom totalt 3 vattendrag innan det når havet efter 138 kilometer. Avrinningsområdet består mestadels av skog (72 procent). Avrinningsområdet har 10,08 kvadratkilometer vattenytor vilket ger det en sjöprocent på 17,5 procent.